# Fogonella
La Fogonella és una obra del municipi d'Ogassa (Ripollès) inclosa en l'Inventari del Patrimoni Arquitectònic de Catalunya.

## Descripció
L'antiga via rural de la Fogonella, existent al segle x, formada avui per un gran casal, centra un petit veïnat. S'hi ha fet troballes d'antigues monedes i tombes de lloses, que indiquen poblament en època preromana i romana. És destacable la grandiositat del conjunt i sobretot l'arcada de la pallissa.